# Битва під Оливою
Битва під Оливою відбулась 28 листопада 1627 на рейді Гданська поміж флотами Швеції і Речі Посполитої (Олива дільниця сучасного Гданська). Це була перша і найбільша битва флоту Речі Посполитої.

## Історія
Через хворобу адмірала Вільгельма Аппельмана королівські комісари передали командування флотом: командування кораблями Аренду Дікману, командування морською піхотою Йогану Шторху, корабельною артилерією Герману Вітте. Флагманом призначили галеон «Ritter Sankt Georg».
Від Гелю в напрямку Редлово пропливала для блокади Гданської затоки шведська ескадра (6 кораблів, 140 гармат, 700 моряків і солдат) і побачила на рейді польські кораблі (10 кораблів, 179 гармат, 1160 моряків і солдат). Вони вирішили атакувати двома групами:
- флагман 22-гарматний галеон «Tigern»
- 20-гарматний галеон віцеадмірала Фрітца «Pelikanen»

та
- 38-гарматний галеон «Solen»
- 26 гарматний галеон «Manem»,
- 18-гарматний галеон «Enhörningen»,
- 16-гарматний пінас «Papegojan».

Флот Речі Посполитої складався з двох ескадр:
Перша:
- 31-гарматний галеон «Ritter Sankt Georg»,
- 12 гарматний пінас «Fliegender Hirsch»,
- 12 гарматний пінас «Meerweib»,
- 16-гарматний флейт «Schwarzer Rabe»,
- 10-гарматний пінк Gelber Löwe.

Друга:
- 17-гарматний галеон «Meerman»,
- 31-гарматний галеон König David,
- 16-гарматний пінк «Arche Noah»,
- 8-гарматний флейт «Weisse Löwe»,
- 18-гарматний флейт «Feuerblas».

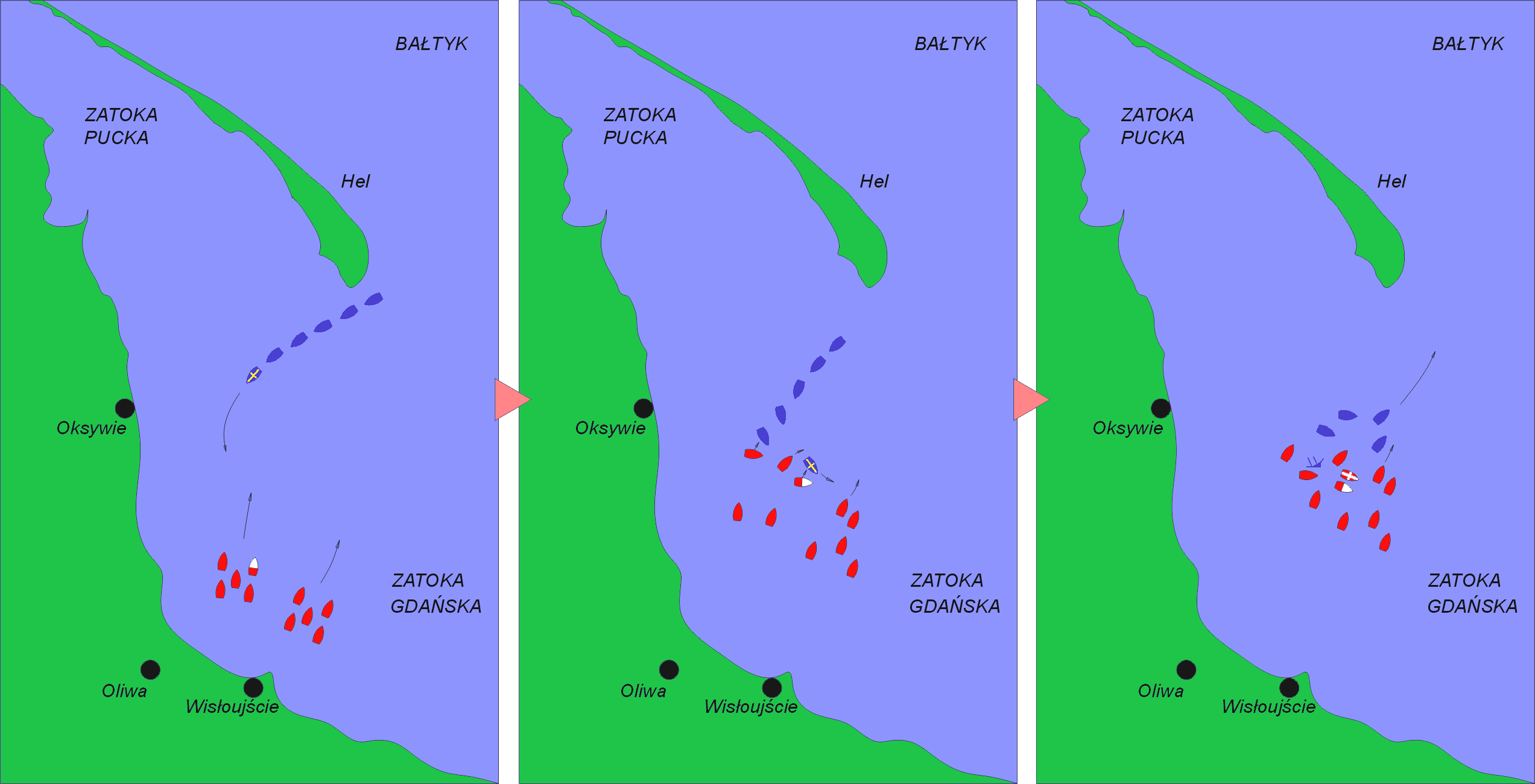
Битва під оливою. Схема

Битва перетворилась на два протиборства, де зійшлись флагмани «Tigern» і «Ritter Sankt Georg» з «Meerweib» та «Solen» з «Meerman», «Weisse Löwe». Після першого залпу дійшло до абордажу. «Meerweib» обстрілювала корму «Tigern», який захопили моряки і піхота з «Ritter Sankt Georg». Після захоплення палуби «Solen» його шкіпер побіг до порохової камери. Частині моряків поляків і шведів вдалось вистрибнути на два кораблі нападників до вибуху.
Решта шведського флоту відступила і в цей час від залпу з «Pelikanen» загинув адмірал Дікман. Переслідування відступаючих не вдалося, а захоплений «Tigern» відвели до Віслоустя.

## Підсумки бою
Це була перша та єдина гучна морська перемога флоту Речі Посполитої. Шведи втратили у ньому 2 кораблі та залишили акваторію; з боку Речі Посполитої було пошкоджено 3 кораблі — «Рицеж Свенти Єжи», «Круль Давид» та «Водник».
Перемога флоту Речі Посполитої дозволила зняти блокаду Данцига, але не мала істотного впливу на хід війни, маючи більше пропагандистське значення.